# Annona warmingiana
Annona warmingiana là loài thực vật có hoa thuộc họ Na. Loài này được Mello-Silva & Pirani mô tả khoa học đầu tiên năm 1999.